# Freddy Krueger
Freddy Krueger (pełne imię: Frederick Charles Krueger) – fikcyjna postać, główny bohater serii horrorów Koszmar z ulicy Wiązów.
Psychopatyczny morderca dzieci. Uwolniony przez sąd z braku dowodów, zostaje zlinczowany (spalony żywcem) przez zdesperowanych mieszkańców miasteczka. Po latach wraca: zakrada się do snów nastoletnich pociech swych zabójców – ale zabija naprawdę; jedynie pokonując własne lęki można podjąć walkę z koszmarem.

## Pisownia
Pisownia imienia oraz – przede wszystkim – nazwiska sprawia problemy, dlatego bardzo często zapisuje się je błędnie. Jedyną poprawną formą jest Freddy Krueger, jednak spotkać można się z dwoma anglojęzycznymi imionami wymawianymi jako fredi – Freddy i Freddie, które – niesłusznie – czasami używane są zamiennie. W języku polskim pojawia się także Freddi. Warto wspomnieć także o pisowni obu imion przez jedno „d”. Dużym problemem jest, wyglądające na niemieckie, nazwisko Krueger – często spotkać można się z pisownią przez u z przegłosem (Krüger), jednak jest ona niepoprawna (nazwisko wymawia się jako kruger, nie kriger czy krüger, jak ma to miejsce w przypadku niemieckiego Krüger). Występują także inne, również niepoprawne, formy nazwiska: Kruger (bez „e”) lub pisane przez „c” (Crueger, Cruger, Crüger).
W Polsce powstała piosenka Fred Kruger zespołu Top One.

## Historia serii filmów

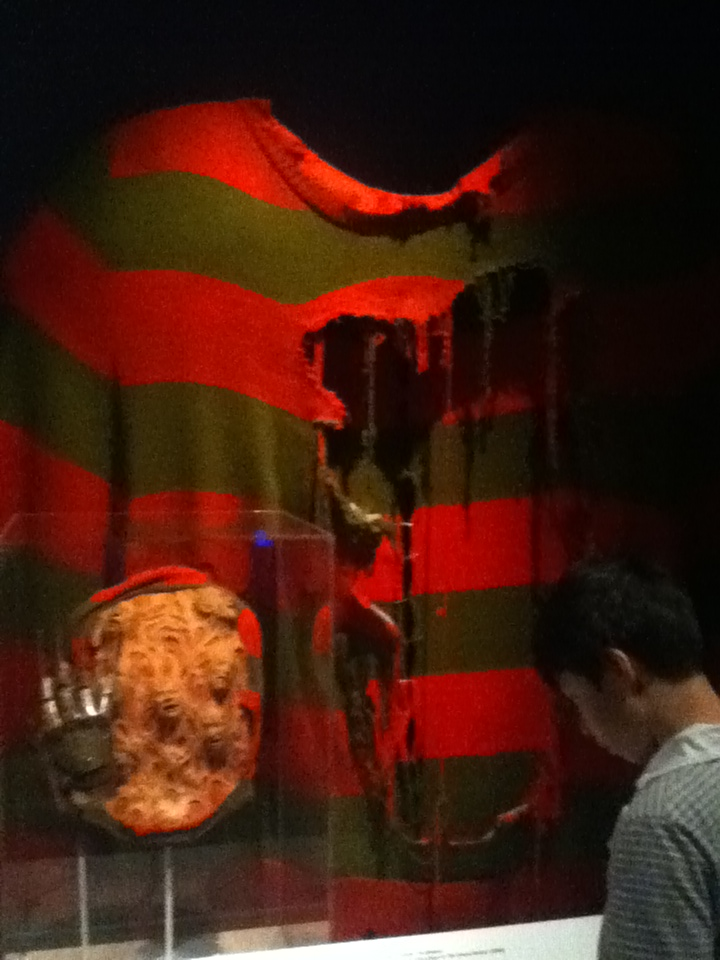

Cykl horrorów łączy motyw klasycznego kina grozy (zemsta zza grobu) z motywami współczesnymi (krwawy psychopata). Pierwszy film z serii pojawił się w 1984 roku, wyreżyserował go Wes Craven. Scenariusz Cravena odrzuciło kilka wytwórni, dopiero New Line Cinema zgodziło się zrealizować film. Film bardzo się spodobał i doczekał się ośmiu sequeli (ostatnim filmem, w którym pojawia się Krueger, jest Freddy kontra Jason, w którym bohater staje przeciwko Jasonowi Voorheesowi, znanemu z Piątku 13.). Filmy z udziałem Kruegera zarobiły na całym świecie kilkadziesiąt milionów dolarów. Przez wszystkie lata w rolę wcielał się Robert Englund.

## Życiorys
Freddy Krueger jest owocem gwałtu. Jego matka, zakonnica Amanda Krueger, była pracownicą szpitala psychiatrycznego w Springwood. Pewnego dnia została niechcący zamknięta w wieży szpitala, w której przebywali najniebezpieczniejsi chorzy. Zakonnica została wielokrotnie zgwałcona, zanim pracownicy szpitala zorientowali się gdzie jest.
Urodził się chłopiec. Trafił do sierocińca, skąd przygarnął go pewien alfons, chcący zrobić z bohatera jakiś użytek. Krueger nie spełniał jednak oczekiwań, dlatego często był bity. Po jakimś czasie ból zaczął sprawiać mu przyjemność – do tego stopnia, że zaczął sam się okaleczać brzytwą przybranego ojca. Pewnego dnia spalił dom, w którym mieszkał, pod jego nieobecność. W pożarze zginął jego opiekun.
Minęło kilkanaście lat. Freddy ożenił się, miał córkę, mieszkał przy spokojnej ulicy Wiązów. Jednak w miasteczku Springwood zaczęły znikać dzieci. Sprawcą był Krueger. Skonstruował narzędzie zbrodni – rękawicę z ostrzami zamiast palców. Nie wahał się zamordować własnej żony, gdy ta dowiedziała się, że jej mąż jest mordercą dzieci i chciała to zgłosić na policję. Niedługo później mieszkańcy Springwood odkryli, kto porywa i morduje ich dzieci. W wyniku błędu w procedurze sądowniczej Krueger uniknął kary. Rodzice zaczęli ścigać go na własną rękę. Spalili go w kotłowni, w której się ukrywał, a zwłoki wrzucili do bagażnika samochodu na złomowisku. Jednak Freddy przed śmiercią zawarł pakt z siłami zła, które obdarzyły go nieśmiertelnością. Od tej pory nawiedzał swoje ofiary – dzieci osób, które brały udział w jego zabójstwie – w snach. Jeśli w śnie nie udało się ofierze uciec, nigdy już się nie budziła.
Krueger ginął kilka razy, jednak wracał, by dokonać nowej rzezi. Ostatecznie zginął z ręki swojej córki – wielu odkryło już, że bohatera nie można pokonać we śnie, więc sprowadzali go do świata realnego. Jego córce udało się dokonać tej sztuki i definitywnie zakończyć żywot Kruegera. Mieszkańcy Springwood wymazali go z pamięci, usunęli wszelkie informacje i wzmianki dotyczące jego osoby. Uwięziony został w piekle, z którego nie mógł się wydostać. Znalazł jednak sposób – wskrzesił i wysłał na ulicę Wiązów Jasona Voorheesa, by zamordował kilka osób, a mieszkańcy pomyśleli, iż Krueger wrócił. Gdy wspomnienia mieszkańców ulicy Wiązów o bohaterze są już dostatecznie silne, udaje mu się ponownie powrócić. Krueger nalega, by Jason się usunął, czego ten jednak zrobić nie chce, więc obaj stają przeciwko sobie. Freddy ginie po raz kolejny, jednak ponownie ma wrócić. W ósmym filmie widmo Freddy’ego prześladuje ekipę filmową przygotowującą remake Koszmaru.

## Filmy, w których pojawił się Freddy

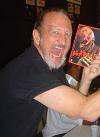
Robert Englund, pierwotny odtwórca roli Freddy’ego Kruegera, ze zdjęciem przedstawiającym postać, w którą się wcielał.

- Koszmar z ulicy Wiązów (A Nightmare on Elm Street, 1984)
- Koszmar z ulicy Wiązów II: Zemsta Freddy’ego (A Nightmare on Elm Street II: Freddy's Revenge, 1985)
- Koszmar z ulicy Wiązów III: Wojownicy snów (A Nightmare on Elm Street III: The Dream Warriors, 1987)
- Koszmar z ulicy Wiązów IV: Władca snów (A Nightmare on Elm Street IV: The Dream Master, 1988)
- Koszmary Freddy’ego (Freddy's Nightmare, 1988) – serial
- Koszmar z ulicy Wiązów V: Dziecko snów (A Nightmare on Elm Street V: The Dream Child, 1989)
- Freddy nie żyje: Koniec koszmaru (Freddy's Dead: Final Nightmare, 1991)
- Nowy koszmar Wesa Cravena (Wes Craven’s New Nightmare, 1994)
- Freddy kontra Jason (Freddy vs. Jason, 2003)
- A Nightmare on Elm Street (2010) – remake oryginału

## Książki, w których pojawił się Freddy
- Jeffrey Cooper – Koszmar z Elm Street
- Jeffrey Cooper – Koszmar z Elm Street 2: Zemsta Freddy’ego
- Jeffrey Cooper – Koszmar z Elm Street 3: Wojownicy snów
- Joseph Locke – Koszmar z Elm Street 4: Mistrz snów
- Joseph Locke – Koszmar z Elm Street 5: Dziecko snów
- Wayne Allen Salle, Nancy A. Collins(inne języki) – Koszmar z Elm Street 6: Śnijmy dalej
- Freddy vs. Jason vs. Ash (Komiks) – pojedynek bohaterów 3 serii horrorów: Freddy’ego (Koszmar z ulicy Wiązów), Jasona (Piątek trzynastego) i Asha (Martwe zło)
- Freddy vs. Jason vs. Ash – The Nightmare Warriors – kontynuacja ww. komiksu